# Tiiamari Sievänen
Tiiamari Sievänen (Mäntyharju, 19 de julho de 1994) é um voleibolista profissional finlandês, jogador posição líbero.

## Títulos
Clubes
Campeonato Finlandês:
- 2012, 2015
- 2021

Copa da Finlândia:
- 2014, 2021

Supercopa da Suíça:
- 2017

Copa da Suíça:
- 2018

Campeonato Suíço:
- 2018